# Bibliotheca hagiographica latina
Pour les articles homonymes, voir BHL.
La Bibliotheca hagiographica latina [BHL] est un catalogue de documents hagiographiques latins - publié par la Société des Bollandistes - qui comprend d'anciennes œuvres littéraires sur la vie des saints, leurs Passions, la translation de leurs reliques, leurs miracles, le tout classé par ordre alphabétique des noms des saints et numéroté consécutivement. Dans la littérature spécialisée, cette recension est nommée en abrégé BHL. Les citations se font par référence au numéro dans le catalogue. Ainsi, BHL  839-840 désigne les entrées n° 839 et 840 de la bibliotheca. Il s'agit en l'occurrence de deux textes, des vitae de Austrégésile de Bourges. Le catalogue liste des manuscrits, des incipits et des ouvrages imprimés.  
La première édition (1898-1901), avec un supplément (1911), est due à la Société des Bollandistes. Le dernier supplément (1986) est l'œuvre d'un éditeur unique, le père Henryk Fros (1922-1998), jésuite polonais associé aux Bollandistes.
La BHL fait partie, avec la Bibliotheca hagiographica graeca (abrégée en « BHG ») et la Bibliotheca hagiographica orientalis (ou « BHO ») des outils les plus utiles dans la recherche de documents littéraires concernant les saints

## Éditions successives
- Bibliotheca hagiographica latina antiquae et mediae aetatis, éditée par la Société des Bollandistes, Subsidia Hagiographica 6 (Bruxelles: Société des Bollandistes, 1898-1901). Elle est accessible sur Gallica  en deux volumes et un supplément : 
  - Bibliotheca hagiographica latina antiquae : A - I
  - Bibliotheca hagiographica latina antiquae : K - Z
  - Bibliotheca hagiographica latina antiquae : supplementum
- Elle est aussi accessible sur Internet Archive dans plusieurs numérisations, dont :
  - Bibliotheca hagiographica latina antiquae : A - I
  - Bibliotheca hagiographica latina antiquae : K - Z
  - Bibliotheca hagiographica latina antiquae : supplementii
- Il est fait souvent référence à l'édition critique des vies des saints de Bruno Krusch, Monumenta Germaniae historica. Scriptores rerum Merovingicarum, Hanovre, 1884-1920, 7 volumes, abrégée en « MGH.SRM ». La numérotation fait alors place à une pagination ordinaire, et les textes sont détaillés.
- Bibliotheca hagiographica latina antiquae et mediae aetatis. Novum Supplementum, édité par  Henryk Fros, Subsidia Hagiographica 70 (Bruxelles: Société des Bollandistes, 1986).